# Luis Chiappara
Luis Chiappara, auch als Leónidas Chiappara geführt, (* 1890 in Montevideo; † nach 1924) war ein uruguayischer Fußballspieler.
Chiappara, der für den River Plate Football Club spielte, gehörte der uruguayischen A-Nationalmannschaft an. Er feierte mit dem Kader der Celeste bei den Olympischen Sommerspielen 1924 seinen größten Karriereerfolg. Man wurde Olympiasieger. Im Verlaufe des Turniers wurde er allerdings nicht eingesetzt.

## Erfolge
- Olympiasieger 1924